# Crataegus calpodendron
Crataegus calpodendron är en rosväxtart som först beskrevs av Jakob Friedrich Ehrhart, och fick sitt nu gällande namn av Friedrich Casimir Medicus. Crataegus calpodendron ingår i hagtornssläktet som ingår i familjen rosväxter. Inga underarter finns listade i Catalogue of Life.